# Мало степениште у парку Калемегдан
Мало степениште је смештено на крају савског шеталишта Великог Калемегдана, као комуникација са Париском улицом.
Подигнуто је 1903. године по пројекту прве жене архитекте у Србији, Јелисавете Начић. Објекат је изведен у духу академизма, а као главни узор је примњен необарокни манир. Денивелација између савског шеталишта и Париске улице је решена са двокраким лучим степенишним рампама које се спајају у средишном подесту од ког се ка Савском шеталишем прижа једна степенишна рампа. Фасада пема Париској улици је декоративно обрађена са чесмом у виду лавље главе у тонду, смештене у лучну нишу и флакирана плитким пиластрима. Ограда је изведена у масивној форми са плитким пиластрима, као декоративним елементима. Као материјал је употребљен камен. Степениште представља интегрални део уређења парка Велики Калемегдан изведеног у маниру градских паркова европских метропола крајем XIX и почетком XX века који носе одлике репрзентативног градског парка „fine de siecle.
Реконструкција Малог степеништа обављена је 2018. године.